# Bulbophyllum glaucum
Bulbophyllum glaucum är en orkidéart som beskrevs av Rudolf Schlechter. Bulbophyllum glaucum ingår i släktet Bulbophyllum och familjen orkidéer. Inga underarter finns listade i Catalogue of Life.